# فودوکی
فودوکی (به ژاپنی: 風土記 Fudoki)، گزارش‌های باستانی در مورد فرهنگ، جغرافیا و فرهنگ شفاهی و امپراتور ژاپن است که به عنوان محلی جاینامه نیز شناخته می‌شود، ارائه شده است. آنها حاوی سوابق کشاورزی، جغرافیایی و تاریخی و همچنین اسطوره‌شناسی ژاپنی و فولکلور ژاپنی هستند. اسطورهها، آیینها و واکا (شعر) که در «کوجیکی» و «نیهون شوکی» ذکر نشده است. رویدادنامهها که مهم‌ترین ادبیات اساطیر و تاریخ ملی کهن هستند. در جریان دوره کوفون، دربار امپراتوری در کیوتو یک سری قانون‌های کیفری و اداری به نام «ریتسوریو» وضع شد و استان‌هایی که توسط این قانون‌ها ایجاد شده بود را بررسی کرد تا کنترل بیشتری بر آنها اعمال کند.